# Liên Hợp Quốc
Liên Hợp Quốc (còn gọi là Liên Hiệp Quốc, viết tắt LHQ; tiếng Anh: United Nations, viết tắt là UN) là một tổ chức liên chính phủ có nhiệm vụ duy trì hòa bình và an ninh quốc tế, thúc đẩy quan hệ hữu nghị giữa các quốc gia, thực hiện sự hợp tác quốc tế và làm trung tâm điều hòa các nỗ lực quốc tế hướng đến các mục tiêu chung. Liên Hợp Quốc được thành lập vào giai đoạn cuối Thế chiến II với mục đích ngăn chặn các cuộc xung đột quy mô toàn cầu trong tương lai và thay thế cho một tổ chức đã giải thể trong quá khứ là Hội Quốc Liên vốn hoạt động không mấy hiệu quả. Trụ sở chính được đặt tại Manhattan, thành phố New York và các chi nhánh văn phòng khác nằm ở Geneva, Nairobi, Vienna và The Hague. Tổ chức này được tài trợ bằng sự đóng góp tự nguyện từ các quốc gia thành viên. Liên Hợp Quốc là tổ chức liên chính phủ lớn nhất trên thế giới. Khi thành lập, LHQ có 51 quốc gia thành viên; hiện có 193 thành viên (và 2 quan sát viên).
Vào ngày 25 tháng 4 năm 1945, 50 chính phủ đã họp tại San Francisco và bắt đầu soạn thảo Hiến chương Liên Hợp Quốc, được thông qua vào ngày 25 tháng 6 năm 1945 tại Nhà hát Opera San Francisco và ký kết ngày 26 tháng 6 năm 1945 tại khán phòng Nhà hát Herbst. Điều lệ này có hiệu lực vào ngày 24 tháng 10 năm 1945, khi Liên Hợp Quốc bắt đầu hoạt động. Tầm ảnh hưởng của tổ chức này đã tăng lên đáng kể sau quá trình phi thực dân hóa rộng rãi bắt đầu từ những năm 1960. Kể từ đó, 80 thuộc địa cũ đã giành được độc lập, bao gồm 11 vùng lãnh thổ được giám sát bởi Hội đồng Quản thác. Vào những năm 1970, ngân sách dành cho các chương trình phát triển kinh tế và xã hội vượt xa chi tiêu cho việc gìn giữ hòa bình. Sau khi Chiến tranh Lạnh kết thúc, Liên Hợp Quốc đã chuyển đổi và mở rộng hoạt động thực địa, thực hiện nhiều nhiệm vụ phức tạp.
LHQ có sáu cơ quan chính: Đại hội đồng; Hội đồng Bảo an; Hội đồng kinh tế xã hội; Hội đồng quản thác; Tòa án Công lý Quốc tế; và Ban thư ký LHQ. Các cơ quan của Hệ thống LHQ bao gồm Nhóm Ngân hàng Thế giới, Tổ chức Y tế Thế giới, Chương trình Lương thực Thế giới, UNESCO và UNICEF. Nhân viên nổi bật nhất của Liên Hợp Quốc là Tổng thư ký, một vị trí được chính trị gia và nhà ngoại giao Bồ Đào Nha António Guterres nắm giữ kể từ ngày 1 tháng 1 năm 2017. Các tổ chức phi chính phủ có thể được cấp trạng thái tư vấn với ECOSOC và các cơ quan khác để tham gia vào công việc chung của Liên Hợp Quốc.
Các nhân viên và các cơ quan của tổ chức này đã giành được nhiều giải thưởng Nobel Hòa bình. Có nhiều đánh giá khác nhau về sự hiệu quả của Liên Hợp Quốc. Một số nhà bình luận tin rằng tổ chức này là một lực lượng quan trọng cho hòa bình và phát triển con người, trong khi những người khác coi Liên Hợp Quốc là không hiệu quả, thiên vị hoặc tham nhũng.

## Lịch sử
Liên Hợp Quốc (LHQ) được thành lập vào ngày 24 tháng 10 năm 1945 sau Thế chiến II với 51 thành viên, nhằm thúc đẩy hòa bình và hợp tác quốc tế. Nó tiếp tục phát triển và mở rộng vai trò của mình qua các thời kỳ lịch sử khác nhau, tham gia vào các nỗ lực giải quyết xung đột, phòng ngừa xung đột, và thúc đẩy phát triển toàn cầu. Lịch sử Liên Hợp Quốc phản ánh sự phát triển của thế giới và thách thức toàn cầu trong suốt hơn 75 năm qua, với vai trò của nó tiếp tục được thế giới công nhận và đánh giá. Một số sự kiện quan trọng trong lịch sử LHQ bao gồm:
1. Thời kỳ Chiến tranh Lạnh: LHQ đóng vai trò quan trọng trong việc duy trì sự ổn định toàn cầu trong thời kỳ căng thẳng giữa các siêu cường Mỹ và Liên Xô.
2. Chiến tranh Triều Tiên và Chiến tranh Việt Nam: LHQ tham gia giải quyết các xung đột và xung đột ở châu Á, bao gồm việc triển khai lực lượng duy trì hòa bình và các nỗ lực hòa giải.
3. Thập kỷ 1990 và sau này: LHQ chuyển sự chú ý của mình từ việc giải quyết xung đột trực tiếp sang việc phòng ngừa xung đột, phát triển bền vững, và bảo vệ quyền con người.

## Các tổ chức trong Liên Hợp Quốc
- Tổ chức Giáo dục, Khoa học và Văn hóa Liên Hợp Quốc (United Nations Educational Scientific and Cultural organization - UNESCO)
- Ngân hàng Thế giới (World Bank  ‒ WB)
- Quỹ Tiền tệ Quốc tế (International Monetary Fund ‒ IMF)
- Tổ chức Y tế Thế giới (World Health Organization ‒ WHO)
- Tổ chức Sở hữu Trí tuệ Thế giới (World Intellectual Property Organization ‒ WIPO)
- Hội đồng Nhân quyền Liên Hợp Quốc (United Nations Human Rights Council ‒ UNHRC)
- Quỹ Nhi đồng Liên Hợp Quốc (United Nations International Children's Emergency Fund ‒ UNICEF)
- Tổ chức Lao động Quốc tế (International Labour Organization ‒ ILO)
- Tổ chức Lương thực và Nông nghiệp Liên Hợp Quốc (Food and Agriculture Organization of the United Nations ‒ FAO)
- Lực lượng Gìn giữ hòa bình Liên Hợp Quốc (Department Of Peacekeeping Operations ‒ DPKO)
- Tổ chức Hàng không Dân dụng Quốc tế (International Civil Aviation Organization - ICAO)

## Lịch sử hình thành

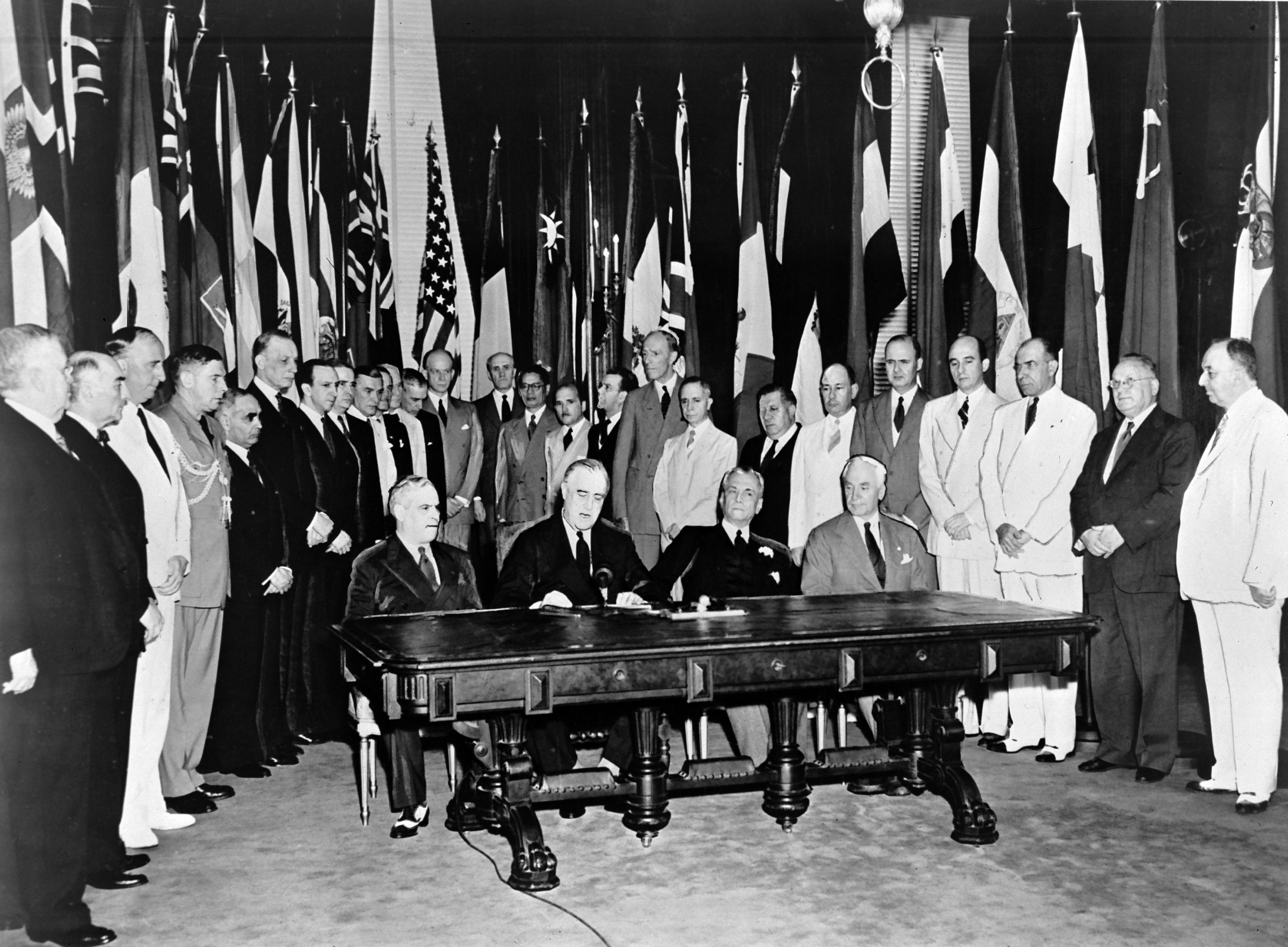
Ngày 1 tháng 1 năm 1942, đại biểu 26 nước Đồng Minh gặp nhau tại Washington ký Tuyên bố Liên Hợp Quốc cam kết ủng hộ Hiến chương Đại Tây Dương

Tiền thân của Liên Hợp Quốc là Hội Quốc Liên (League of Nations), vốn là một sáng kiến của Tổng thống Hoa Kỳ Woodrow Wilson sau Chiến tranh thế giới thứ nhất. Hoa Kỳ tuy là nước sáng lập, nhưng lại không chính thức làm hội viên, hơn thế quy chế hoạt động của hội lại lỏng lẻo, các cường quốc như Vương quốc Liên hiệp Anh và Bắc Ireland, Pháp, Liên Xô, Đức, Ý, Nhật Bản tham gia vốn chỉ để tranh giành ảnh hưởng cho mình. Dù hội đạt được một số thành tựu đáng kể trong công cuộc giải phóng phụ nữ cũng như những hoạt động nhân đạo, nhưng Chiến tranh thế giới thứ hai bùng nổ và buộc Hội Quốc Liên phải giải tán.
Sau Chiến tranh thế giới thứ hai, các nước Khối Đồng Minh và nhân loại có nguyện vọng giữ gìn hòa bình và ngăn chặn các cuộc chiến tranh thế giới mới. Tại Hội nghị Yalta, nguyên thủ ba nước Liên Xô, Mỹ, Anh đã thống nhất thành lập tổ chức quốc tế để giữ gìn hòa bình và an ninh thế giới. Trên cơ sở Hội nghị Durbarton Oaks ở Washington, D.C., từ 25 tháng 4 đến 26 tháng 6 năm 1945, đại diện của 50 quốc gia đã họp tại San Francisco, California, Hoa Kỳ để thông qua Hiến chương Liên Hợp Quốc. Ngày 24 tháng 10 năm 1945, Liên Hợp Quốc chính thức được thành lập. Tuy vậy, Đại hội đồng Liên Hợp Quốc (General Assembly) đầu tiên, tham dự bởi 51 nước, không được tổ chức cho mãi đến ngày 10 tháng 1 năm 1946 (tại Nhà họp chính Westminster ở Luân Đôn).
"Một sự nghiệp vĩ đại để tạ ơn Thiên Chúa toàn năng...", Tổng thống Mỹ Harry S. Truman đã nói như vậy về thành tựu của hội nghị tại San Francisco, một hội nghị đã góp phần vào việc soạn thảo bản Hiến chương Liên Hợp Quốc năm 1945. Câu nói của Tổng thống Truman đã đại diện cho hàng triệu người, những người tin rằng tổ chức mới này sẽ làm cho những cuộc chiến tranh thế giới lùi sâu vào dĩ vãng. Lời tựa của bản Hiến chương đã nêu rõ mục đích của tổ chức này: "Chúng tôi, những dân tộc của Liên Hợp Quốc, quyết tâm cứu những thế hệ mai sau khỏi thảm họa chiến tranh...".

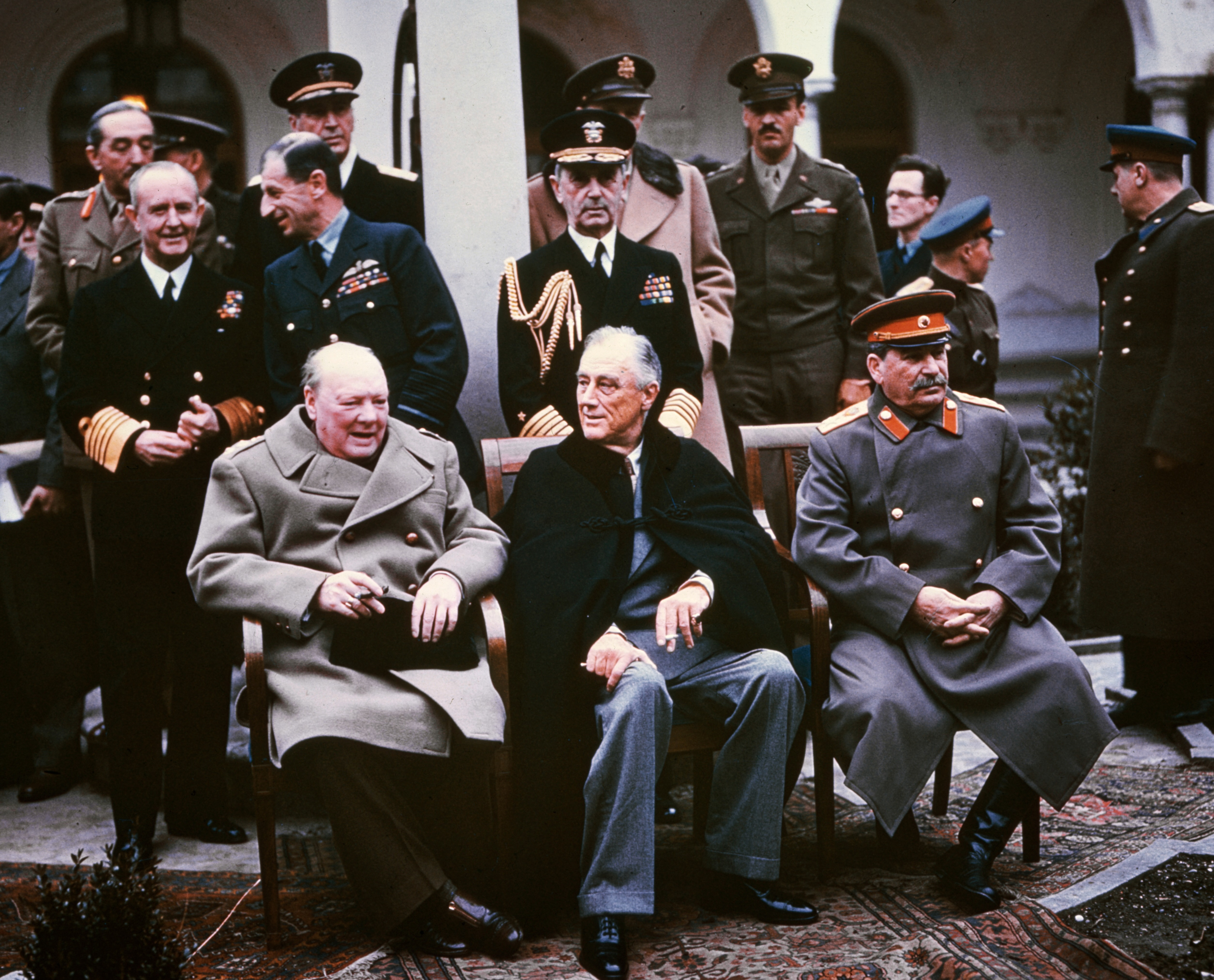
Từ trái sang phải: Winston Churchill, Franklin D. Roosevelt, Joseph Stalin tại Hội nghị Yalta, tiền đề cho sự ra đời của Liên hiệp Quốc

## Thành viên
Từ năm 2011 tới nay, có 193 quốc gia thành viên Liên Hợp Quốc, gồm tất cả các quốc gia độc lập được thế giới công nhận. Thành viên mới nhất của Liên Hợp Quốc là Nam Sudan, chính thức gia nhập ngày 14 tháng 7 năm 2011. Trong số những nước không phải thành viên, đáng chú ý nhất là Trung Hoa Dân Quốc (Đài Loan), ghế của họ tại Liên Hợp Quốc đã được chuyển giao cho Cộng hòa Nhân dân Trung Hoa năm 1971.
Hiện tại có hai Quan sát viên Đại Hội đồng Liên Hợp Quốc là Tòa Thánh (thực thể có chủ quyền quản lý Thành Vatican) và Nhà nước Palestine. Ngoài ra, có những dân tộc dưới chủ quyền nước ngoài và các quốc gia không được công nhận thì không hiện diện tại Liên Hợp Quốc, như Transnistria.
Liên Hợp Quốc đã vạch ra các nguyên tắc cơ bản cho tư cách thành viên:

1. Tư cách thành viên của Liên Hợp Quốc mở rộng cho tất cả các quốc gia yêu chuộng hòa bình và chịu chấp nhận các nguyên tắc được đặt ra trong Hiến chương hiện thời và trong các phán quyết của Tổ chức, có thể và sẵn sàng thực thi những nguyên tắc đó.
2. Sự thu nhận một quốc gia như thế vào Liên Hợp Quốc sẽ bị ảnh hưởng bởi quyết định của Đại hội đồng Liên Hợp Quốc với sự giới thiệu của Hội đồng Bảo an Liên Hợp Quốc.— Hiến chương Liên Hợp Quốc, Chương 2, Phần 4

## Trụ sở

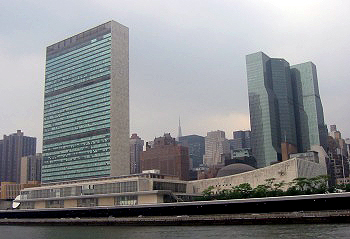
Trụ sở Liên Hợp Quốc tại Thành phố New York

Tòa nhà trụ sở Liên Hợp Quốc hiện nay được xây dựng trên một khu đất rộng 16 acre tại Thành phố New York trong giai đoạn từ năm 1949 tới 1950, bên cạnh Khu phía Đông của thành phố. Khu đất này được John D. Rockefeller, Jr. mua với giá 8.5 triệu dollar, con trai ông Nelson là nhà thương thuyết chủ yếu với chuyên viên thiết kế William Zeckendorf, vào tháng 12 năm 1946. Sau đó John D. Rockefeller, Jr. tặng khu đất này cho Liên Hợp Quốc.
Trụ sở được một đội các kiến trúc sư quốc tế gồm cả Le Corbusier (Thuỵ Sĩ), Oscar Niemeyer (Brasil) và đại diện từ nhiều nước khác thiết kế. Wallace K. Harrison, một cố vấn của Nelson Rockefeller, lãnh đạo đội. Đã xảy ra một vụ rắc rối giữa những người tham gia về thẩm quyền của từng người. Trụ sở Liên Hợp Quốc chính thức mở cửa ngày 9 tháng 1 năm 1951. Trụ sở chính của Liên Hợp Quốc nằm tại New York, trụ sở một số cơ quan khác của tổ chức này nằm tại Geneva, La Hay, Wien, Montréal, Copenhagen, Bonn và nhiều nơi khác.
Địa chỉ trụ sở Liên Hợp Quốc là 760 United Nations Plaza, New York, NY 10017, USA. Vì những lý do an ninh, tất cả thư từ gửi tới địa chỉ trên đều được tiệt trùng.
Các tòa nhà Liên Hợp Quốc đều không được coi là các khu vực tài phán chính trị riêng biệt, nhưng thực sự có một số quyền chủ quyền. Ví dụ, theo những thỏa thuận với các nước chủ nhà Cơ quan quản lý thư tín Liên Hợp Quốc được phép in tem thư để gửi thư tín trong nước đó. Từ năm 1951, văn phòng tại New York, từ năm 1969, văn phòng tại Geneva, và từ năm 1979, văn phòng tại Wien đã in ấn tem riêng của mình. Các tổ chức của Liên Hợp Quốc cũng sử dụng tiền tố viễn thông riêng, 4U, và về mặt không chính thức, các trụ sở tại New York, Geneva và Wien được coi là các thực thể riêng biệt đối với các mục đích radio không chuyên.
Bởi trụ sở chính của Liên Hợp Quốc đã trải qua một quá trình sử dụng khá dài, Liên Hợp Quốc hiện đang trong quá trình xây dựng một trụ sở tạm do Fumihiko Maki thiết kế trên Đại lộ thứ nhất giữa Phố 41 và Phố 42 để dùng tạm khi công trình hiện nay đang được tu sửa.
Trước năm 1949, Liên Hợp Quốc sử dụng nhiều địa điểm tại Luân Đôn và tiểu bang New York.

## Tài chính
| Quốc gia thành viên      | Đóng góp (% ngân sách LHQ) |
| ------------------------ | -------------------------- |
| Hoa Kỳ                   | 22,000%                    |
| Nhật Bản                 | 10,833%                    |
| Đức                      | 7,141%                     |
| Pháp                     | 5,593%                     |
| Anh Quốc                 | 5,179%                     |
| Trung Quốc               | 5,148%                     |
| Ý                        | 4,448%                     |
| Canada                   | 2,984%                     |
| Tây Ban Nha              | 2,973%                     |
| Brasil                   | 2,934%                     |
| Nga                      | 2,438%                     |
| Úc                       | 2,074%                     |
| Hàn Quốc                 | 1,994%                     |
| México                   | 1,842%                     |
| Hà Lan                   | 1,654%                     |
| Quốc gia thành viên khác | 20,765%                    |

Liên Hợp Quốc hoạt động nhờ tiền đóng góp và tiền quyên tự nguyện từ các quốc gia thành viên. Những ngân sách chính thức 2 năm của Liên Hợp Quốc và các tổ chức chuyên biệt của họ lấy từ những khoản đóng góp. Đại Hội đồng thông qua ngân sách chính thức và quyết định khoản đóng góp của mỗi quốc gia thành viên. Điều này dựa chủ yếu trên năng lực chi trả của mỗi nước, tính theo những số liệu thống kê thu nhập cùng với những yếu tố khác.
Đại Hội đồng đã đưa ra nguyên tắc rằng Liên Hợp Quốc sẽ không quá phụ thuộc vào bất kỳ quốc gia thành viên nào trong lĩnh vực tài chính cần thiết cho những hoạt động của mình. Vì thế, có một mức "trần", quy định khoản tiền tối đa một nước có thể đóng góp cho ngân sách. Tháng 12 năm 2000, Đại Hội đồng đã sửa đổi tỷ lệ đóng góp để phản ánh chính xác hơn cục diện thế giới hiện tại. Như một phần của sự sửa đổi này, trần đóng góp được giảm từ 25% xuống 22%. Hoa Kỳ là quốc gia duy nhất đóng góp ở mức trần, nhưng những khoản tiền họ còn thiếu lên tới hàng trăm triệu dollar (xem Hoa Kỳ và Liên Hợp Quốc). Theo mức đóng góp mới được thông qua năm 2000, các nước đóng góp lớn khác vào ngân sách Liên Hợp Quốc năm 2001 là Nhật Bản (19.63%), Đức (9.82%), Pháp (6.50%), Anh (5.57%), Ý (5.09%), Canada (2.57%), Tây Ban Nha (2.53%) và Brasil (2.39%).
Các chương trình đặc biệt của Liên Hợp Quốc không được tính vào ngân sách chính thức của tổ chức này (ví dụ như UNICEF và Chương trình Phát triển Liên Hợp Quốc ‒ UNDP), chúng hoạt động nhờ những khoản quyên góp tự nguyện từ các chính phủ thành viên. Một số các khoản đóng góp dưới hình thức các loại thực phẩm nông nghiệp viện trợ cho những người bị ảnh hưởng, nhưng chủ yếu vẫn là tiền mặt.

## Ngôn ngữ chính

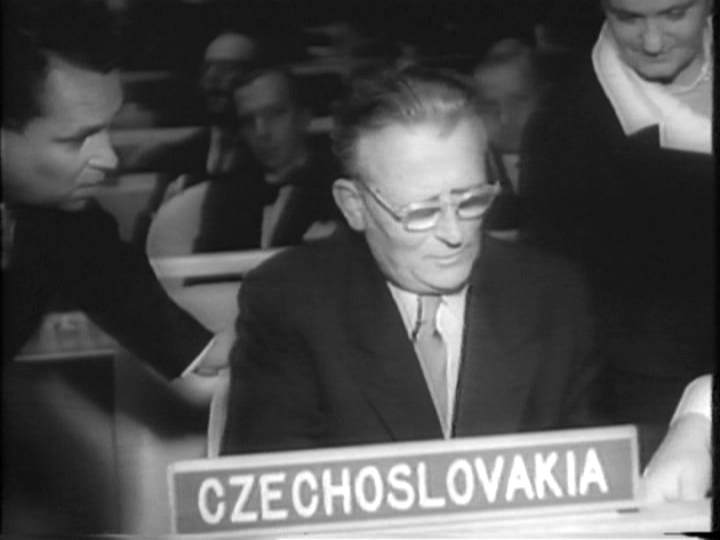
Antonín Novotný, Tổng thống Tiệp Khắc, vào tháng 9 năm 1960, tại cuộc họp của Liên Hợp Quốc.

Liên Hợp Quốc sử dụng 6 ngôn ngữ được coi là chính thức trong hành chính: tiếng Ả Rập, tiếng Trung, tiếng Anh, tiếng Pháp, tiếng Nga và tiếng Tây Ban Nha. Ban Thư ký sử dụng 2 ngôn ngữ làm việc: tiếng Anh và tiếng Pháp.
Khi Liên Hợp Quốc được thành lập, có 5 ngôn ngữ chính thức được lựa chọn (không có tiếng Ả Rập). Tiếng Ả Rập được đưa vào thêm năm 1973. Hiện có những tranh cãi trái chiều về việc liệu có nên giảm bớt số lượng ngôn ngữ chính thức (ví dụ chỉ giữ lại tiếng Anh) hay nên tăng thêm con số này. Áp lực đòi đưa thêm tiếng Hindi thành ngôn ngữ chính thức đang ngày càng gia tăng. Năm 2001, các nước nói tiếng Tây Ban Nha phàn nàn rằng tiếng Tây Ban Nha không có tư cách ngang bằng so với tiếng Anh. Những nỗ lực chống lại sự tụt giảm vị thế của tiếng Pháp trong tổ chức này cũng rất to lớn; vì thế tất cả Tổng Thư ký Liên Hợp Quốc đều phải biết dùng tiếng Pháp và rõ ràng việc Tổng Thư ký Ban Ki-Moon gặp khó khăn để có thể nói trôi chảy ngôn ngữ này trong buổi họp báo đầu tiên của ông  bị một số người coi là một sự mất điểm .
Tiêu chuẩn của Liên Hợp Quốc đối với các tài liệu bằng tiếng Anh (Hướng dẫn xuất bản Liên Hợp Quốc) tuân theo quy tắc của tiếng Anh. Liên Hợp Quốc và tất cả các tổ chức khác là một phần của hệ thống Liên Hợp Quốc sử dụng phương pháp đánh vần Oxford. Tiêu chuẩn của Liên Hợp Quốc về tiếng Hoa (Quan thoại) đã thay đổi khi Trung Hoa Dân Quốc (Đài Loan) phải nhường ghế cho Cộng hòa Nhân dân Trung Hoa năm 1971. Từ năm 1945 đến 1971 kiểu chữ phồn thể được sử dụng, và từ năm 1971 kiểu chữ giản thể đã thay thế.
Trong số các ngôn ngữ chính thức của Liên Hợp Quốc, tiếng Anh là ngôn ngữ chính thức của 52 quốc gia thành viên, tiếng Pháp của 29 thành viên, tiếng Ả Rập là 24, tiếng Tây Ban Nha là 20, tiếng Nga tại 4 và tiếng Trung tại 2 nước. Tiếng Bồ Đào Nha và tiếng Đức là những ngôn ngữ được sử dụng ở nhiều nước thành viên Liên Hợp Quốc (8 và 6) nhưng lại không phải là ngôn ngữ chính thức của tổ chức này.

## Các cơ quan

### Đại hội đồng
Đại Hội đồng là cơ quan chủ chốt của LHQ. Bao gồm tất cả các quốc gia thành viên LHQ, cơ quan tổ chức họp thường kỳ hàng năm, nhưng các phiên họp khẩn cấp cũng có thể được triệu tập. Đứng đầu Đại Hội đồng là một chủ tịch, được bầu lên bởi các quốc gia thành viên trên cơ sở luân phiên giữa các khu vực, cùng với 21 phó chủ tịch. Phiên họp đầu tiên của Đại hội đồng được triệu tập vào ngày 10 tháng 1 năm 1946 tại Hội trường Methodist Central Hall ở London và bao gồm đại diện của 51 quốc gia.
Đại Hội đồng biểu quyết bằng cách bỏ phiếu trong các vấn đề quan trọng ‒ đề xuất hòa bình và an ninh; tuyển chọn thành viên cho các cơ quan; thu nhận, đình chỉ và trục xuất thành viên và các vấn đề ngân sách ‒ một vấn đề chỉ được thông qua nếu đa số {\displaystyle {\tfrac {2}{3}}} số đại biểu có mặt và bỏ phiếu chấp thuận. Các vấn đề khác được quyết định bởi đa số quá bán. Mỗi quốc gia thành viên chỉ có một phiếu. Ngoại trừ việc thông qua các vấn đề về ngân sách bao gồm việc chấp nhận một thang bậc thẩm định, nghị quyết của Đại hội đồng không có giá trị ràng buộc đối với thành viên. Đại hội đồng có thể đề xuất về các sự việc trong khuôn khổ của Liên Hợp Quốc, ngoại trừ các vấn đề liên quan đến hòa bình và an ninh thuộc thẩm quyền xem xét của Hội đồng Bảo an.

### Hội đồng Bảo an
Hội đồng Bảo an là cơ quan chính trị quan trọng nhất và hoạt động thường xuyên của Liên Hợp Quốc, chịu trách nhiệm chính về việc duy trì hòa bình và an ninh quốc tế. Trong khi các cơ quan khác của LHQ chỉ có thể đưa ra "khuyến nghị" cho các nước thành viên, Hội đồng Bảo an có quyền đưa ra các quyết định ràng buộc mà các nước thành viên buộc phải tuân theo. Các quyết định của Hội đồng được gọi là nghị quyết của Hội đồng Bảo an Liên Hợp Quốc. Hội đồng Bảo an gồm 15 quốc gia thành viên, bao gồm 5 thành viên thường trực ‒ Trung Quốc, Pháp, Nga, Anh, và Hoa Kỳ ‒ cùng với 10 thành viên không thường trực được Đại Hội đồng bầu lên với nhiệm kỳ 2 năm. Mọi nghị quyết của Hội đồng Bảo an chỉ được thông qua với sự nhất trí của 5 nước thành viên thường trực. Mỗi khi có một nghị quyết của Hội đồng Bảo an không được thông qua do 1 nước thành viên thường trực bỏ phiếu chống, ta nói rằng nước đó đã phủ quyết.
Cùng với sự đổi thay của thế giới, Hội đồng Bảo an đang đứng trước yêu cầu phải "làm mới bản thân", trong đó quy mô của số thành viên thường trực là một vấn đề gây tranh cãi. Theo một kế hoạch cải tổ được đề xuất gần đây, số thành viên thường trực có thể sẽ tăng thêm 5 quốc gia nữa, trong đó các ứng cử viên được đề cập nhiều nhất là Đức, Nhật Bản, Brasil, Ấn Độ và 1 quốc gia châu Phi (có thể là Nam Phi hoặc Nigeria).

### Ban thư ký
Ban Thư ký Liên Hợp Quốc do Tổng Thư ký đứng đầu, được hỗ trợ bởi Phó Tổng Thư ký và nhiều nhân viên dân sự hoạt động trên khắp thế giới. Ban thư ký có nhiệm vụ cung cấp thông tin, thực hiện các nghiên cứu, và hỗ trợ các cơ quan khác nhau của Liên Hợp Quốc tổ chức các cuộc họp. Nó cũng thực hiện các nhiệm vụ theo chỉ dẫn của Hội đồng Bảo an, Đại hội đồng, Hội đồng Kinh tế và Xã hội, và các cơ quan LHQ khác.
Tổng thư ký đóng vai trò trên danh nghĩa là người phát ngôn và là người lãnh đạo của tổ chức LHQ. Chức danh Tổng Thư ký được quy định trong bản Hiến chương như là "viên chức quản trị chính" của tổ chức này.
Tổng thư ký được bổ nhiệm bởi Đại hội đồng, sau khi đã nhận được sự chấp thuận của Hội đồng Bảo an. Tổng thư ký hiện tại là António Guterres, người đã thay thế cho Ban Ki-moon vào năm 2017.

### Tòa án Công lý Quốc tế
Tòa án Công lý Quốc tế (ICJ), có trụ sở ở Hague, Hà Lan, là cơ quan tư pháp chính của Liên hợp quốc. Được thành lập vào năm 1945 theo Hiến chương LHQ, Tòa án bắt đầu hoạt động vào năm 1946 với tiền thân là Toà án Thường trực Công lý Quốc tế. ICJ gồm 15 thẩm phán phục vụ nhiệm kỳ 9 năm và được Đại hội đồng bổ nhiệm; các thẩm phán bắt buộc phải tới từ những quốc gia khác nhau. Mục đích chính của ICJ là để xét xử tranh chấp giữa các quốc gia trên thế giới. Tòa án đã phải giải quyết các trường hợp liên quan đến tội ác chiến tranh, sự can thiệp của nhà nước bất hợp pháp, thanh trừng dân tộc và vô số các vấn đề khác. ICJ cũng có thể được các cơ quan LHQ liên hệ để cung cấp ý kiến tư vấn.

### Hội đồng Kinh tế và Xã hội
Hội đồng Kinh tế và Xã hội (ECOSOC) là cơ quan hỗ trợ Đại Hội đồng trong việc thúc đẩy hợp tác và phát triển kinh tế ‒ xã hội giữa các quốc gia. ECOSOC có 54 thành viên, được Đại Hội đồng bầu lên với nhiệm kỳ 3 năm. Chủ tịch Hội đồng được bầu với nhiệm kỳ 1 năm. Hội đồng có một cuộc họp thường niên vào tháng 7, được tổ chức tại New York hoặc Geneva.

### Các cơ quan chuyên môn
Hiến chương Liên Hợp Quốc quy định rằng mỗi cơ quan chính của Liên Hợp Quốc có thể thành lập nhiều cơ quan chuyên môn khác nhau để thực hiện nhiệm vụ của mình. Một số cơ quan nổi tiếng nhất là Cơ quan Năng lượng Nguyên tử Quốc tế (IAEA), Tổ chức Lương thực và Nông nghiệp Liên Hợp Quốc (FAO), Tổ chức Giáo dục, Khoa học và Văn hóa Liên hợp quốc ̣(UNESCO), Ngân hàng Thế giới (WB) và Tổ chức Y tế Thế giới (WHO).

## Các mục đích và hoạt động

### Các mục đích của Liên Hợp Quốc
Những mục đích được nêu ra của Liên Hợp Quốc là ngăn chặn chiến tranh, bảo vệ nhân quyền, cung cấp một cơ cấu cho luật pháp quốc tế, và để tăng cường tiến bộ kinh tế, xã hội, cải thiện các điều kiện sống và chống lại bệnh tật. Liên Hợp Quốc tạo cơ hội cho các quốc gia nhằm đạt tới sự cân bằng trong sự phụ thuộc lẫn nhau trên bình diện thế giới và giải quyết các vấn đề quốc tế. Nhằm mục đích đó, Liên Hợp Quốc đã phê chuẩn một Tuyên ngôn Chung về Nhân quyền năm 1948.

### Các hội nghị quốc tế
Các quốc gia Liên Hợp Quốc và các cơ quan đặc biệt của nó ‒ "những stakeholder" của hệ thống ‒ đưa ra hướng dẫn và quyết định về những vấn đề lớn và vấn đề hành chính trong những cuộc gặp thông lệ được tổ chức suốt năm. Các cơ cấu quản lý được hình thành từ các quốc gia thành viên, không chỉ gồm Đại hội đồng, Hội đồng Kinh tế Xã hội và Hội đồng Bảo an, mà còn cả các cơ cấu tương đương chịu trách nhiệm quản lý tất cả các cơ quan khác của Hệ thống Liên Hợp Quốc. Ví dụ Đại hội đồng Y tế và Ban Chấp hành quản lý công việc của Tổ chức Y tế Thế giới.
Khi một vấn đề được coi là có tầm quan trọng đặc biệt, Đại hội đồng có thể triệu tập một phiên họp đặc biệt để tập trung sự chú ý toàn cầu và xây dựng một phương hướng hành động chung. Những ví dụ gần đây gồm:

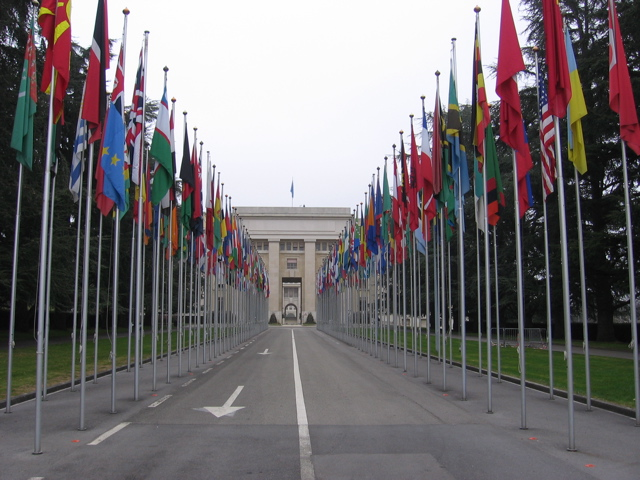
Trụ sở Liên Hợp Quốc ở châu Âu tại Geneva, Thuỵ Sĩ

- Hội thảo Liên Hợp Quốc về Môi trường và Phát triển (Thượng đỉnh Trái Đất) tại Rio de Janeiro, Brasil, tháng 6 năm 1992, dẫn tới sự thành lập Ủy ban Liên Hợp Quốc về sự Phát triển Bền vững nhằm thực hiện những điều đã được ký kết tại Chương trình nghị sự 21, văn bản cuối cùng về những thỏa thuận đã được các chính phủ thảo luận tại UNCED;
- Hội nghị Quốc tế về Dân số và Phát triển, được tổ chức tại Cairo, Ai Cập, vào tháng 9 năm 1994, đã thông qua một chương trình hành động nhằm giải quyết các thách thức nguy ngập và mối quan hệ liên quan giữa dân số và sự phát triển bền vững trong vòng 20 năm tới;
- Hội nghị Thế giới lần thứ tư về Phụ nữ, được tổ chức tại Bắc Kinh, Trung Quốc, vào tháng 9 năm 1995, tìm cách đẩy nhanh việc thực hiện những thỏa thuận lịch sử đã đạt được tại Hội nghị Thế giới lần thứ ba về Phụ nữ;
- Hội nghị Liên Hợp Quốc lần thứ hai về Sự định cư Loài người (Habitat II), được triệu tập tháng 6 năm 1996 tại Istanbul, Thổ Nhĩ Kỳ, đánh giá những thách thức trước sự phát triển và quản lý định cư loài người trong thế kỷ XXI.
- ICARA 2 or ICARA II: Hội nghị Quốc tế về sự Hỗ trợ Người tị nạn tại châu Phi được thành lập năm 1984.

### Những năm quốc tế và những vấn đề liên quan
Liên Hợp Quốc tuyên bố và điều phối "Năm quốc tế..." nhằm tập trung sự chú ý của thế giới vào các vấn đề quan trọng. Sử dụng hình tượng Liên Hợp Quốc, một logo được thiết kế đặc biệt cho năm đó, và cơ sở hạ tầng của Hệ thống Liên Hợp Quốc nhằm phối hợp các sự kiện trên khắp thế giới, nhiều năm đã trở thành điểm xúc tác cho những vấn đề quan trọng trên phạm vi thế giới.
- Đại sứ thiện chí UNESCO
- Di sản văn hóa thế giới UNESCO
- Đại sứ thiện chí của UNHCR
- Thành phố Liên Hợp Quốc vì hòa bình

### Mục tiêu kiểm soát và giải giáp vũ khí
Hiến chương năm 1945 của Liên Hợp Quốc dự định đưa ra một hệ thống quy định sẽ đảm bảo "sự chi tiêu nhỏ nhất các nguồn tài nguyên con người và kinh tế thế giới cho vũ khí". Phát minh ra các loại vũ khí hạt nhân xảy ra chỉ vài tuần sau khi Hiến chương được ký kết và ngay lập tức thúc đẩy ý tưởng hạn chế và giải giáp vũ khí. Trên thực tế, nghị quyết đầu tiên của phiên họp đầu tiên của Đại hội đồng (ngày 24 tháng 1 năm 1946) có tiêu đề "Sự thành lập một Ủy ban giải quyết các Vấn đề Phát sinh do sự Phát minh ra Năng lượng Nguyên tử" và kêu gọi đưa ra những đề xuất khoa học cho "sự hạn chế trang bị các loại vũ khí nguyên tử và tất cả các loại vũ khí chính khác với mục đích hủy diệt hàng loạt".
Liên Hợp Quốc đã lập ra nhiều diễn đàn nhằm giải quyết các vấn đề giải giáp vũ khí đa biên. Các diễn đàn chính là Ủy ban Thứ nhất của Đại hội đồng và Cao ủy về Giải giáp vũ khí Liên Hợp Quốc. Những vấn đề được đưa vào chương trình nghị sự gồm việc ước tính những giá trị có được sau những hiệp ước cấm thử hạt nhân, kiểm soát vũ khí không gian, những nỗ lực nhằm ngăn chặn các loại vũ khí hóa học, giải giáp vũ khí hạt nhân và vũ khí thông thường, những khu vực không vũ khí hạt nhân, giảm bớt ngân sách quân sự, và các biện pháp nhằm tăng cường an ninh quốc tế.
Hội nghị Giải giáp là một diễn đàn được cộng đồng thế giới lập ra để đảm phán về các thỏa thuận kiểm soát vũ khí đa bên và giải giáp vũ khí. Diễn đàn có 66 thành viên đại diện cho mọi khu vực trên thế giới, gồm cả năm quốc gia hạt nhân chính (Cộng hòa Nhân dân Trung Hoa, Pháp, Nga, Anh Quốc và Hoa Kỳ). Tuy hội nghị không phải là một tổ chức chính thức của Liên Hợp Quốc, nó kết nối với tổ chức này thông qua sự hiện diện cá nhân của Tổng thư ký; người đồng thời cũng là tổng thư ký của hội nghị. Những nghị quyết được Đại hội đồng thông qua thường yêu cầu hội nghị xem xét các vấn đề giải giáp riêng biệt. Đổi lại, hàng năm hội nghị thông báo các hoạt động của mình cho Đại hội đồng.

### Giữ gìn hòa bình
Lính gìn giữ hòa bình Liên Hợp Quốc được gửi tới nhiều vùng nơi các cuộc xung đột quân sự mới chấm dứt, nhằm buộc các bên tôn trọng các thỏa thuận hòa bình và ngăn chặn tình trạng thù địch tái diễn, ví dụ tại Đông Timor cho tới khi nước này giành độc lập năm 2001. Các lực lượng đó do các quốc gia thành viên Liên Hợp Quốc đóng góp, và việc tham dự vào các chiến dịch gìn giữ hòa bình là không bắt buộc; tới nay chỉ có hai quốc gia là Canada và Bồ Đào Nha, đã tham gia vào tất cả các chiến dịch gìn giữ hòa bình. Liên Hợp Quốc không duy trì bất kỳ một lực lượng quân sự độc lập nào. Tất cả các chiến dịch gìn giữ hòa bình của Liên Hợp Quốc phải được Hội đồng bảo an thông qua.
Những người sáng lập Liên Hợp Quốc đã thực sự hy vọng rằng tổ chức này sẽ hoạt động để ngăn chặn những cuộc xung đột giữa các quốc gia và các cuộc chiến tranh trong tương lai. Những hy vọng đó không hoàn toàn trở thành hiện thực. Trong thời Chiến tranh Lạnh (từ khoảng năm 1945 tới năm 1991), sự phân chia thế giới thành những phe thù địch khiến thỏa thuận gìn giữ hòa bình rất khó được thông qua. Sau khi Chiến tranh Lạnh kết thúc, lại tái xuất hiện những lời kêu gọi biến Liên Hợp Quốc trở thành một cơ quan đảm bảo hòa bình quốc tế, bởi hàng chục những cuộc xung đột quân sự vẫn tiếp tục diễn ra trên khắp thế giới. Nhưng sự tan vỡ của Liên bang Xô viết cũng khiến Hoa Kỳ có được vị thế thống trị toàn cầu duy nhất, tạo ra nhiều thách thức mới cho Liên Hợp Quốc.
Các chiến dịch gìn giữ hòa bình của Liên Hợp Quốc sử dụng nguồn tài chính từ các khoản đóng góp, tính theo công thức đóng góp tỷ lệ thông thường, nhưng gồm cả những chi phí cộng thêm đối với năm thành viên thường trực của Hội đồng bảo an, những nước có quyền thông qua việc tiến hành những chiến dịch gìn giữ hòa bình đó. Khoản thu thêm này sẽ bù đắp cho những khoản phí gìn giữ hòa bình của các quốc gia kém phát triển. Tháng 12 năm 2000, Liên Hợp Quốc đã sửa đổi tỷ lệ đóng góp vào ngân sách hoạt động và ngân sách gìn giữ hòa bình. Đến tháng 9 năm 2013, lực lượng gìn giữ hòa bình của LHQ đã thực hiện 15 sứ mệnh gìn giữ hòa bình ở khắp nơi trên thế giới.
Các lực lượng gìn giữ hòa bình Liên Hợp Quốc (được gọi là Quân mũ nồi xanh) đã nhận được Giải Nobel năm 1998 cho công lao giữ gìn Hòa bình của họ. Năm 2001, Tổng Thư ký Liên Hợp Quốc Kofi Annan (nhiệm kỳ 1997–2006) đã đoạt Giải Nobel Hòa bình "vì nỗ lực cho một thế giới hòa bình và được tổ chức tốt hơn".
Liên Hợp Quốc có nhiều loại Huy chương Liên Hợp Quốc để trao cho những thành viên quân sự tham gia vào việc gìn giữ các thỏa thuận hòa bình của tổ chức này. Huy chương đầu tiên ra đời là Huy chương Phục vụ Liên Hợp Quốc, được trao cho các lực lượng Liên Hợp Quốc tham gia vào cuộc Chiến tranh Triều Tiên. Huy chương NATO cũng ra đời với mục tiêu như trên và cả hai loại này đều được coi là huy chương quốc tế chứ không phải huy chương quân sự.

### Nhân quyền
Việc theo đuổi mục tiêu nhân quyền là một lý do chính của việc thành lập Liên Hợp Quốc. Sự tàn bạo của Chiến tranh thế giới thứ hai và nạn diệt chủng dẫn tới một kết luận chung rằng tổ chức mới này phải hoạt động để ngăn chặn bất kỳ một thảm kịch nào như vậy trong tương lai. Một mục tiêu ban đầu là tạo ra một khung pháp lý để xem xét và hành động trước những vấn đề về vi phạm nhân quyền.
Hiến chương Liên Hợp Quốc bắt buộc tất cả các quốc gia thành viên phải khuyến khích "sự tôn trọng toàn diện và sự tuân thủ nhân quyền" và tiến hành "các hành động chung hay riêng rẽ" cho mục tiêu đó. Tuyên ngôn Nhân quyền Phổ quát, dù không chính thức ràng buộc, đã được Đại hội đồng thông qua năm 1948 như là một tiêu chuẩn chung để hướng tới đối với mọi nước thành viên. Đại hội đồng thường đề cập tới các vấn đề nhân quyền.
Ngày 15 tháng 3 năm 2006 Đại hội đồng Liên Hợp Quốc đã bỏ phiếu với kết quả áp đảo để thay thế Ủy ban nhân quyền (Human rights Commission) bằng Hội đồng Nhân quyền Liên Hợp Quốc (Human Rights Council). Mục tiêu của nó là giải quyết các vụ vi phạm nhân quyền. Ủy ban nhân quyền đã nhiều lần bị chỉ trích vì thành phần thành viên và cách thức hoạt động của nó. Đặc biệt, chính nhiều nước thành viên của cơ quan này cũng có thành tích nhân quyền kém cỏi, gồm cả những nước có đại diện được bầu làm chủ tịch ủy ban.
Hiện có 10 Cơ quan hiệp ước nhân quyền vận hành liên quan tới 9 điều ước nhân quyền cơ bản của Liên Hợp Quốc, bao gồm:
1. Ủy ban Nhân quyền Liên Hợp Quốc là cơ quan giám sát việc thực hiện Công ước quốc tế về các quyền dân sự và chính trị.
2. Ủy ban về các quyền kinh tế, xã hội và văn hóa là cơ quan giám sát việc thực hiện Công ước quốc tế về các quyền kinh tế, xã hội và văn hóa.
3. Ủy ban về xóa bỏ phân biệt đối xử với phụ nữ là cơ quan giám sát việc thực hiện Công ước về xóa bỏ mọi hình thức phân biệt đối xử với phụ nữ.
4. Ủy ban chống tra tấn là cơ quan giám sát việc thực hiện Công ước Chống tra tấn.
5. Tiểu ban Phòng ngừa tra tấn là cơ quan giám sát thực hiện Nghị định thư tùy chọn kèm theo Công ước Chống tra tấn.
6. Ủy ban về quyền của người khuyết tật là cơ quan giám sát việc thực hiện Công ước về quyền của người khuyết tật.
7. Ủy ban chống mất tích cưỡng bức là cơ quan giám sát việc thực hiện Công ước về bảo vệ mọi người khỏi mất tích cưỡng bức.
8. Ủy ban Quyền trẻ em giám sát thực hiện Công ước quốc tế về quyền trẻ em.
9. Ủy ban về lao động di cư giám sát việc thực hiện Công ước về bảo vệ quyền của tất cả lao động di cư và thành viên gia đình họ.
10. Ủy ban chống Phân biệt chủng tộc giám sát việc thực hiện Công ước quốc tế về xóa bỏ mọi hình thức phân biệt chủng tộc.

Ban thư ký của sáu (trừ Ủy ban Hạn chế và ngăn chặn bạo hành chống phụ nữ) đều do văn phòng Cao ủy nhân quyền Liên Hợp Quốc điều hành.
Liên Hợp Quốc và các cơ quan của mình là nhân tố chủ chốt thúc đẩy và áp dụng các nguyên tắc thiêng liêng trong Tuyên ngôn Nhân quyền Phố quát. Tiêu biểu là việc Liên Hợp Quốc hỗ trợ các nước đang trong quá trình chuyển tiếp sang chế độ dân chủ. Hỗ trợ kỹ thuật trong việc tổ chức các cuộc bầu cử tự do và công bằng, cải thiện các cơ cấu pháp lý, khởi thảo hiến pháp, huấn luyện các nhân viên nhân quyền, và chuyển các phong trào vũ trang thành các đảng chính trị đã đóng góp rất lớn vào quá trình dân chủ hóa trên khắp thế giới. Liên Hợp Quốc đã giúp tổ chức các cuộc bầu cử tại những quốc gia vốn có thành tích dân chủ yếu kém, gồm cả hai quốc gia gần đây là Afghanistan và Đông Timor.
Liên Hợp Quốc cũng là một diễn đàn hỗ trợ quyền phụ nữ tham gia đầy đủ vào đời sống chính trị, kinh tế và xã hội của đất nước họ. Liên Hợp Quốc góp phần vào việc hướng sự chú ý của dư luận vào khái niệm nhân quyền thông qua các hiệp ước của nó và sự chú ý của tổ chức này vào những vụ vi phạm đặc biệt nghiêm trọng thông qua các nghị quyết của Đại hội đồng hay Hội đồng bảo an hay thông qua những quyết định của Tòa án Công lý Quốc tế (ICJ).
Đầu năm 2006, một nhóm hội thảo chống tra tấn tại Liên Hợp Quốc đã đề xuất việc đóng cửa Nhà tù Vịnh Guantanamo và chỉ trích cái gọi là sự sử dụng những nhà tù bí mật và sự nghi ngờ việc vận chuyển tù nhân tới nước ngoài cho mục đích hỏi cung của Hoa Kỳ. Một số thành viên Đảng Dân chủ Hoa Kỳ và các nhóm nhân quyền cho rằng hệ thống nhà tù bí mật của CIA không cho phép giám sát được các vụ vi phạm nhân quyền và hy vọng chúng sẽ sớm bị đóng cửa.

### Hỗ trợ nhân đạo và Phát triển quốc tế
Phối hợp với các tổ chức khác như Chữ thập đỏ, Liên Hợp Quốc cung cấp thực phẩm, nước uống, nơi cư ngụ và các dịch vụ nhân đạo khác cho những người dân đang phải chịu nạn đói, phải rời bỏ nhà cửa vì chiến tranh, hay bị ảnh hưởng bởi các thảm họa khác. Các cơ quan nhân đạo chính của Liên Hợp Quốc là Chương trình Lương thực Thế giới (đã giúp cung cấp thực phẩm cho hơn 100 triệu người mỗi năm ở hơn 80 quốc gia), Cao ủy Liên Hợp Quốc về người tị nạn hiện điều hành các dự án ở hơn 116 nước, cũng như các chiến dịch gìn giữ hòa bình tại hơn 24 quốc gia. Nhiều lần, các nhân viên cứu trợ của Liên Hợp Quốc đã trở thành mục tiêu của các vụ tấn công (xem Các vụ tấn công vào nhân viên cứu trợ nhân đạo).
Liên Hợp Quốc cũng tham gia vào việc hỗ trợ phát triển, ví dụ thông qua việc đưa ra Các mục tiêu Thiên niên kỷ. Chương trình Phát triển Liên Hợp Quốc (UNDP) là tổ chức đa bên lớn nhất tiến hành hỗ trợ kỹ thuật trên thế giới. Các tổ chức khác như WHO, UNAIDS, và Quỹ toàn cầu Phòng chống AIDS, Lao và Sốt rét — là các định chế hàng đầu trong cuộc chiến chống lại bệnh tật trên thế giới, đặc biệt tại các nước nghèo. Quỹ dân số Liên Hợp Quốc là nhà cung cấp chính các dịch vụ sinh sản. Quỹ này đã giúp giảm tỷ lệ tử vong ở bà mẹ và trẻ em tại 100 quốc gia.
Hàng năm Liên Hợp Quốc đưa ra Chỉ số Phát triển Con người (HDI), một biện pháp so sánh xếp hạng quốc gia theo sự nghèo khổ, học vấn, giáo dục, tuổi thọ, và các yếu tố khác.
Liên Hợp Quốc khuyến khích phát triển con người thông qua nhiều cơ quan và văn phòng của mình:
- Tổ chức Y tế Thế giới (WHO) loại trừ bệnh đậu mùa năm 1977 và đang tiến gần tới mục tiêu loại trừ bệnh bại liệt.
- Ngân hàng Thế giới / Quỹ tiền tệ Quốc tế (IMF) Ghi chú: Ngân hàng Thế giới và Quỹ Tiền tệ Quốc tế được thành lập với tư cách các thực thể riêng biệt khỏi Liên Hợp Quốc thông qua Thỏa thuận Bretton Woods năm 1944. Sau đó, vào năm 1947, một thỏa thuận khác được ký kết biến các tổ chức hậu Bretton Woods trở thành các cơ quan độc lập, chuyên biệt và là những cơ quan giám sát bên trong cơ cấu Liên Hợp Quốc. Đây là trang của Ngân hàng Thế giới làm sáng tỏ quan hệ giữa hai tổ chức. Lưu trữ ngày 24 tháng 3 năm 2007 tại Wayback Machine
- Chương trình Môi trường Liên Hợp Quốc (UNEP)
- Chương trình Phát triển Liên Hợp Quốc (UNDP)
- Tổ chức Giáo dục, Khoa học và Văn hóa Liên Hợp Quốc (UNESCO)
- Quỹ Trẻ em Liên Hợp Quốc (UNICEF)
- Cao ủy Liên Hợp Quốc về người tị nạn (UNHCR)

Ngày 9 tháng 3 năm 2006, Tổng thư ký Kofi Annan đã lập ra Quỹ Cứu trợ Khẩn cấp Trung ương (CERF) dành cho những người dân Châu Phi đang bị nạn đói đe doạ.
Liên Hợp Quốc cũng có một cơ quan gọi là Hội đồng Lương thực Thế giới với mục đích phối hợp các bộ nông nghiệp các nước nhằm giảm nhẹ nạn đói và suy dinh dưỡng. Tổ chức này tạm ngừng hoạt động năm 1993.

### Các hiệp ước và luật pháp quốc tế
Liên Hợp Quốc đàm phán các hiệp ước như Công ước Liên Hợp Quốc về Luật biển nhằm tránh những nguy cơ xung đột quốc tế tiềm tàng. Những tranh cãi về việc sử dụng các đại dương có thể được phân xử tại một tòa án đặc biệt.
Tòa án Công lý Quốc tế (ICJ) là tòa án chính của Liên Hợp Quốc. Mục tiêu của tòa án này là để phán xử những tranh cãi giữa các quốc gia thành viên. ICJ bắt đầu hoạt động năm 1946 và vẫn đang xem xét nhiều vụ việc. Các trường hợp đáng chú ý gồm:
- Congo và Pháp, khi Cộng hòa Dân chủ Congo cáo buộc Pháp bắt giữ bất hợp pháp các cựu lãnh đạo bị cho là tội phạm chiến tranh; và Nicaragua với Hoa Kỳ, khi Nicaragua buộc tội Mỹ trang bị vũ khí bất hợp pháp cho Contras (vụ này dẫn tới Vụ Iran-Contra).
- Năm 1993, đối phó với sự "thanh lọc sắc tộc" tại Nam Tư cũ, Hội đồng Bảo an Liên Hợp Quốc đã thành lập Tòa án tội phạm quốc tế cho Nam Tư cũ. Năm 1994, đối phó với nạn diệt chủng tại Rwanda, Hội đồng đã thành lập Tòa án tội phạm quốc tế cho Rwanda. Việc phán xử tại hai tòa án đó đã thiết lập nên cơ sở xác định hiện nay rằng hành vi tội phạm cưỡng bức trong những cuộc xung đột quân sự là tội ác chiến tranh.[22]
- Năm 1998 Đại hội đồng kêu gọi triệu tập một hội nghị tại Roma về việc thành lập một Tòa án Hình sự Quốc tế (ICC), tại đây "Quy chế Roma" đã được thông qua. Tòa án Tội phạm quốc tế bắt đầu hoạt động năm 2002 và tiến hành phiên xử đầu tiên năm 2006.[23] Đây là tòa án quốc tế thường trực đầu tiên chịu trách nhiệm xét xử những người bị cho là phạm các tội ác nghiêm trọng theo luật pháp quốc tế gồm cả tội ác chiến tranh và diệt chủng. Tuy nhiên, hoạt động của ICC độc lập với Liên Hợp Quốc cả về nhân sự và tài chính, dù một số cuộc gặp gỡ của cơ quan điều hành ICC, Đại hội đồng các Quốc gia tham gia Quy chế Roma, được tổ chức tại Liên Hợp Quốc. Có một "thỏa thuận quan hệ" giữa ICC và Liên Hợp Quốc để quy định mối quan hệ giữa hai định chế này với nhau.
- Năm 2002, Liên Hợp Quốc đã thành lập Tòa án đặc biệt cho Sierra Leone để đối phó trước những hành động tàn bạo xảy ra trong thời gian nội chiến tại nước này.

Cũng có một SCIU (Đơn vị Điều tra những Tội ác Nghiêm trọng) cho Đông Timor.

### Những gương mặt nổi tiếng của Liên Hợp Quốc
Nhiều cá nhân theo chủ nghĩa nhân đạo và người nổi tiếng đã cùng hoạt động với Liên Hợp Quốc, gồm Amitabh Bachchan, Audrey Hepburn, Eleanor Roosevelt, Danny Kaye, Roger Moore, Peter Ustinov, Bono, Jeffrey Sachs, Angelina Jolie, Mẹ Teresa, Shakira, Jay Z và Nicole Kidman.

## Cải cách
Những năm gần đây đã có nhiều lời kêu gọi cải cách Liên Hợp Quốc. Nhưng vẫn chưa có nhiều triển vọng sáng sủa, chỉ riêng việc các nước chịu đồng thuận với nhau, về cách cải tổ như thế nào. Một số nước muốn Liên Hợp Quốc đóng một vai trò lớn và hiệu quả hơn trong các công việc chung của thế giới, những nước khác muốn giảm xuống chỉ còn vai trò nhân đạo. Cũng có nhiều lời kêu gọi cải cách quy chế thành viên trong Hội đồng Bảo an nhằm phản ánh chính xác hơn tình thế địa chính trị quốc tế ngày nay (ví dụ tăng số thành viên châu Phi, Nam Mỹ và châu Á). Năm 2004 và 2005, những chứng cớ như quản lý kém và tham nhũng liên quan tới Chương trình đổi dầu lấy lương thực cho Iraq dưới thời Saddam Hussein khiến một lần nữa những lời kêu gọi cải cách lại dấy lên.
Một chương trình cải cách chính thức đã được Tổng thư ký Liên Hợp Quốc Kofi Annan đưa ra một thời gian ngắn sau khi ông nhậm chức trong nhiệm kỳ đầu tiên ngày 1 tháng 1 năm 1997. Những hành động cải cách liên quan tới việc thay đổi số lượng thành viên thường trực của Hội đồng Bảo an Liên Hợp Quốc (hiện chỉ phản ánh quan hệ quyền lực năm 1945); biến quá trình hoạt động của bộ máy trở nên công khai hơn, nhấn mạnh trên hiệu quả; biến Liên Hợp Quốc trở nên dân chủ hơn; và áp đặt một biểu thuế quốc tế trên các công ty sản xuất vũ khí toàn cầu.
Tháng 9 năm 2005, Liên Hợp Quốc đã triệu tập một Hội nghị Thượng đỉnh Thế giới với sự tham gia của hầu hết nguyên thủ quốc gia các nước thành viên, trong một khóa họp toàn thể của phiên họp toàn thể Đại hội đồng lần thứ 60. Liên Hợp Quốc gọi cuộc họp thượng đỉnh là "một cơ hội hàng thế hệ mới có một lần nhằm đưa ra những quyết định quan trọng về phát triển, an ninh, nhân quyền và cải cách liên hiệp quốc". Tổng thư ký Kofi Annan đã đề xuất hội nghị đồng ý về một "thỏa thuận cả gói" để cải cách Liên Hợp Quốc sửa chữa lại các hệ thống quốc tế vì hòa bình và an ninh, nhân quyền và phát triển, để khiến chúng có khả năng giải quyết những thách thức rất lớn mà Liên Hợp Quốc sẽ phải đối mặt trong thế kỷ XXI. Các nhà lãnh đạo thế giới đã đồng thuận trên một văn bản về những vấn đề đáng chú ý đó như:
- thành lập một Hội đồng xây dựng hòa bình để tạo lập một cơ cấu trung tâm nhằm giúp đỡ các quốc gia đang đứng trước nguy cơ xung đột;
- thỏa thuận rằng cộng đồng quốc tế có quyền can thiệp khi các chính phủ quốc gia không thể hoàn thành trách nhiệm của họ trong việc bảo vệ các công dân của mình khỏi những hành động tội ác;
- một Ủy ban Nhân quyền (thành lập ngày 9 tháng 5 và sẽ bắt đầu hoạt động 19 tháng 6);
- một thỏa thuận cung cấp thêm những nguồn tài nguyên cho Văn phòng các Dịch vụ Giám sát Nội bộ Liên Hợp Quốc;
- nhiều thỏa thuận chi thêm hàng tỷ dollar nhằm đạt các Mục tiêu Thiên niên kỷ;
- một sự lên án rõ ràng và không tham vọng với chủ nghĩa khủng bố "ở mọi hình thức và mọi kiểu";
- một quỹ dân chủ;
- một thỏa thuận nhằm chấm dứt hoạt động của Hội đồng Quản thác vì hội đồng này đã hoàn thành sứ mệnh của mình.[25]

Dù các nước thành viên Liên Hợp Quốc chưa đạt được nhiều thành quả trên con đường cải cách sự quan liêu của tổ chức này, Annan vẫn tiếp tục tiến hành những cải cách trong phạm vi quyền hạn của mình. Ông đã lập ra các văn phòng đạo đức, chịu trách nhiệm trừng phạt những hành vi gian lận tài chính mới bị phanh phui và đề xuất những chính sách ngăn ngừa mới. Tới cuối tháng 12 năm 2005, ban thư ký đã hoàn thành việc xem xét lại toàn bộ ủy nhiệm của Đại hội đồng từ hơn năm năm trước. Việc điều tra này là cơ sở căn bản để các quốc gia thành viên quyết định tăng hay giảm các chương trình hoạt động theo hiệu quả của chúng.

## Những mục tiêu phát triển thiên niên kỷ
Các mục tiêu phát triển thiên niên kỷ là tám mục tiêu mà toàn bộ 192 nước thành viên Liên Hợp Quốc đã đồng ý sẽ hoàn thành vào năm 2015. Borgen Project ước tính rằng cần chi khoảng 40-60 tỷ dollar mỗi năm để đạt tám mục tiêu trên.
Tuyên bố thiên niên kỷ Liên Hợp Quốc, được ký kết tháng 9 năm 2001, hứa hẹn:
1. Loại trừ nghèo đói;
2. Hoàn thành phổ cập giáo dục tiểu học;
3. Khuyến khích bình đẳng giới và tăng quyền cho phụ nữ;
4. Giảm tỷ lệ tử vong trẻ em;
5. Cải thiện sức khỏe bà mẹ;
6. Chiến đấu chống HIV/AIDS, sốt rét, và các bệnh tật khác;
7. Đảm bảo môi trường bền vững;
8. Khuyến khích một mối quan hệ đối tác phát triển quốc tế.

## Những mục tiêu phát triển bền vững
Liên Hợp Quốc đã đề ra các mục tiêu này và xúc tiến với tên gọi Các Mục tiêu Toàn cầu về Phát triển Bền vững, để thay cho Các Mục tiêu Phát triển Thiên niên kỷ đã hết hạn vào cuối năm 2015. Họ sẽ thực hiện Các Mục tiêu Phát triển Bền vững này từ năm 2015 đến năm 2030. Có 17 mục tiêu và 169 chỉ tiêu cụ thể.
Tháng 8 năm 2015, có 193 đất nước đã đồng ý với 17 mục tiêu sau:
1. Xóa nghèo: Chấm dứt nạn nghèo ở mọi nơi dưới mọi hình thức.
2. Xóa đói: Chấm dứt nạn đói, đạt được an ninh lương thực và cải thiện dinh dưỡng, thúc đẩy sản xuất nông nghiệp bền vững.
3. Sức khỏe tốt: Đảm bảo cuộc sống khỏe mạnh và nâng cao điều kiện sống cho mọi lứa tuổi.
4. Giáo dục chất lượng cao: Đảm bảo chất lượng giáo dục toàn diện và công bằng, thúc đẩy cơ hội học tập suốt đời cho tất cả mọi người.
5. Bình đẳng giới: Đạt được bình đẳng giới và trao quyền cho tất cả mọi phụ nữ và trẻ em gái.
6. Nước sạch và vệ sinh: Đảm bảo nước và hệ thống vệ sinh phải luôn sẵn sàng và được quản lý một cách bền vững cho tất cả mọi người.
7. Năng lượng tái tạo và có giá cả hợp lý: Đảm bảo tất cả mọi người đều tiếp cận được với năng lượng hiện đại, bền vững, chắc chắn và có giá thành hợp lý.
8. Nhiều việc làm và nền kinh tế phát triển tốt: Thúc đẩy nền kinh tế tăng trưởng liên tục, toàn diện và bền vững, mọi người đều có việc làm tử tế, đầy đủ và có năng suất.
9. Đổi mới và phát triển tốt cơ sở hạ tầng: Xây dựng cơ sở hạ tầng kiên cố, thúc đẩy công nghiệp hóa toàn diện và bền vững, khuyến khích đổi mới.
10. Giảm bất bình đẳng: Giảm bất bình đẳng trong nước và giữa các quốc gia.
11. Các thành phố và các cộng đồng bền vững: Khiến cho các thành phố và các khu định cư trở nên toàn diện, an toàn, kiên cố và bền vững.
12. Sử dụng các nguồn tài nguyên một cách có trách nhiệm: Đảm bảo tiêu thụ và sản xuất theo mô hình bền vững.
13. Hành động vì khí hậu: Hành động khẩn cấp để chống lại biến đổi khí hậu và tác động của nó.
14. Các đại dương bền vững: Bảo tồn và khai thác các đại dương, biển và tài nguyên biển một cách bền vững để có thể phát triển bền vững.
15. Sử dụng đất bền vững: Bảo vệ, khôi phục và thúc đẩy việc khai thác bền vững các hệ sinh thái trên cạn, quản lý rừng một cách bền vững, chống sa mạc hóa, ngăn chặn và đảo ngược sự suy thoái đất, ngăn chặn sự suy giảm đa dạng sinh học.
16. Hòa bình và công lý: Thúc đẩy xã hội hòa bình và toàn diện cho sự phát triển bền vững, mọi người đều có quyền tiếp cận công lý, xây dựng thể chế hiệu quả, có trách nhiệm và toàn diện ở tất cả các cấp.
17. Các quan hệ đối tác cho phát triển bền vững: Củng cố các phương tiện thực hiện và hồi phục quan hệ đối tác toàn cầu để phát triển bền vững.

## Những thành công và thất bại trong các vấn đề an ninh
Một phần lớn trong chi tiêu của Liên Hợp Quốc là để giải quyết các vấn đề cốt lõi về hòa bình và an ninh của Liên Hợp Quốc. Ngân sách gìn giữ hòa bình năm tài chính 2005-2006 gần 5 tỷ dollar (so với mức gần 1.5 tỷ dollar ngân sách chính của Liên Hợp Quốc trong cùng giai đoạn), với khoảng 70.000 quân được triển khai cho 17 chiến dịch khắp thế giới. Báo cáo An ninh Con người 2005 , do Trung tâm An ninh Con người thuộc Đại học British Columbia đưa ra với sự hộ trợ từ nhiều chính phủ và quỹ khác cho thấy một sự sụt giảm lớn, nhưng phần lớn không được công nhận, trong số lượng các cuộc chiến, những vụ diệt chủng và những vụ vi phạm nhân quyền từ cuối giai đoạn Chiến tranh Lạnh. Những con số thống kê gồm:
- Giảm 40% những cuộc xung đột bạo lực.
- Giảm 80% những cuộc xung đột gây đổ máu nhiều nhất.
- Giảm 80% những cuộc diệt chủng và thanh lọc chính trị.

Báo cáo, do Oxford University Press, cho rằng sự tuyên truyền cho một học thuyết quốc tế - chủ yếu do Liên Hợp Quốc đề xướng - là nguyên nhân chính mang lại sự sụt giảm những cuộc xung đột quân sự, dù bản báo cáo cho thấy bằng chứng về sự tranh cãi này đa phần chỉ mang tính hoàn cảnh.
Bản báo cáo chỉ ra nhiều khoản đầu tư riêng biệt đã chi:
- Tăng 6 lần số lượng các chiến dịch của Liên Hợp Quốc được tiến hành để ngăn chặn chiến tranh trong giai đoạn 1990 tới 2002.
- Tăng 4 lần cho các nỗ lực nhằm chấm dứt những cuộc xung đột đang diễn ra, từ năm 1990 tới 2002.
- Tăng 7 lần số lượng ‘Bạn bè của Tổng thư ký’, ‘Các nhóm tiếp xúc’ và các cơ cấu do chính phủ đề xuất nhằm hỗ trợ các chiến dịch kiến tạo hòa bình và xây dựng hòa bình trong giai đoạn từ 1990 đến 2003.
- Tăng 11 lần số lượng các lệnh trừng phạt kinh tế chống lại các chế độ cầm quyền trên khắp thế giới từ 1989 tới 2001.
- Tăng 4 lần số lượng các chiến dịch gìn giữ hòa bình Liên Hợp Quốc, từ 1987 đến 1999.

Tính trung bình, những nỗ lực trên vừa nhiều vừa quá lớn lại phức tạp hơn những chiến dịch thời Chiến tranh Lạnh.
Trong lĩnh vực gìn giữ hòa bình, các thắng lợi gồm:
- Văn phòng Giải trình Chính phủ Hoa Kỳ đã kết luận rằng việc gìn giữ hòa bình của Liên Hợp Quốc có chi phí ít hơn 8 lần so với khoản chi cho lực lượng Hoa Kỳ.[29]
- Một nghiên cứu năm 2005 của RAND Corp cho thấy Liên Hợp Quốc thành công ở hai trong số ba chiến dịch gìn giữ hòa bình của mình. Nghiên cứu này cũng so sánh những nỗ lực xây dựng nhà nước của Liên Hợp Quốc với cũng nỗ lực của Hoa Kỳ, và thấy rằng trong 8 trường hợp của Liên Hợp Quốc, 7 trường hợp diễn ra trong hòa bình; trong khi trong 8 trường hợp của Hoa Kỳ, 4 diễn ra trong hòa bình, và 4 không hề hay chưa hề có hòa bình.[30]

Tuy nhiên, trong nhiều trường hợp các quốc gia thành viên Liên Hợp Quốc bất đắc dĩ phải thực hiện các nghị quyết của Hội đồng Bảo an. Iraq được cho là đã vi phạm 17 nghị quyết của Hội đồng Bảo an từ ngày 28 tháng 6 năm 1991 cũng như đã tìm cách né tránh những lệnh trừng phạt kinh tế của Liên Hợp Quốc. Trong gần một thập kỷ, Israel bất chấp các nghị quyết kêu gọi tháo dỡ các khu định cư của họ tại Bờ Tây và Dải Gaza. Những thất bại đó xuất phát từ tình trạng phụ thuộc đa chính phủ của Liên Hợp Quốc ‒ ở nhiều khía cạnh đây là một tổ chức gồm 192 quốc gia thành viên và luôn cần phải có sự nhất trí, chứ không phải là một tổ chức độc lập. Thậm chí khi các hành động được 15 nước thành viên Hội đồng bảo an thông qua, Ban thư ký hiếm khi cung cấp đủ các nguồn tài nguyên cần thiết để thực hiện các sứ mệnh đó.
Những thất bại khác trong vấn đề an ninh gồm:
- Thất bại trong việc ngăn chặn vụ Diệt chủng tại Rwanda năm 1994, dẫn tới cái chết của gần 1 triệu người, vì các thành viên của Hội đồng Bảo an từ chối thông qua bất kỳ một hành động quân sự nào.
- Thất bại của MONUC (Nghị quyết 1292 của UNSC) trong việc can thiệp một cách có hiệu quả vào cuộc Chiến tranh Congo lần thứ hai, liên quan tới gần 5 triệu người tại Cộng hòa Dân chủ Congo, 1998‒2002 (với những trận đánh vẫn đang tiếp diễn), và trong việc tiến hành cung cấp viện trợ nhân đạo.
- Thất bại trong việc can thiệp vào Cuộc thảm sát Srebrenica năm 1995, dù sự thực là Liên Hợp Quốc đã coi Srebrenica là một "thiên đường an toàn" cho những người tị nạn và phái 600 lính gìn giữ hòa bình Hà Lan tới bảo vệ nó.
- Thất bại trong việc cung cấp thực phẩm tới những người dân đói khát tại Somalia; thực phẩm thường bị các lãnh chúa địa phương chiếm đoạt. Một nỗ lực của Hoa Kỳ/Liên Hợp Quốc trong việc bắt giữ các vị lãnh chúa đó đã dẫn tới Trận Mogadishu năm 1993.
- Thất bại trong việc thực hiện 1559 và Nghị quyết 1701 của Hội đồng Bảo an Liên Hợp Quốc kêu gọi giải giáp các nhóm bán quân sự Liban như Fatah và Hezbollah.
- Lạm dụng tình dục của binh lính gìn giữ hòa bình Liên Hợp Quốc. Binh lính gìn giữ hòa bình từ nhiều quốc gia đã bị thải hồi khỏi các chiến dịch gìn giữ hòa bình Liên Hợp Quốc vì hành động lạm dụng và bóc lột tình dục các cô gái, thậm chí mới chỉ 8 tuổi, trong một số chiến dịch gìn giữ hòa bình khác nhau. Sự lạm dụng tình dục này vẫn diễn ra dù đã có nhiều sự phát hiện và bằng chứng từ Văn phòng Liên Hợp Quốc về Dịch vụ Giám sát Nội bộ.[31][32] Một cuộc điều tra nội bộ năm 2005 của Liên Hợp Quốc cho thấy sự khai thác và lạm dụng tình dục đã được báo cáo tại ít nhất năm quốc gia nơi các binh lính gìn giữ hòa bình Liên Hợp Quốc được triển khai, gồm Cộng hòa Dân chủ Congo, Haiti, Burundi, Côte d'Ivoire và Liberia.[33] BBC đã tiến hành một cuộc điều tra tương tự, và cũng chỉ ra một số thành viên Chương trình Lương thực Thế giới cũng có những hành vi lạm dụng.[34]
- Thất bại trong việc ngăn chặn thảm họa nhân đạo tại Syria khi Nội chiến Syria bùng nổ.

## Chỉ trích và mâu thuẫn

### Hội đồng Bảo an
Xem bài chính tại Hội đồng Bảo an Liên Hợp Quốc
Liên Hợp Quốc đã bị chỉ trích vì không thể hoạt động một cách rõ ràng và kiên quyết khi đối đầu trước một vụ khủng hoảng. Những ví dụ gần đây gồm chương trình hạt nhân của Iran và sự diệt chủng trong cuộc xung đột Darfur, Sudan. Vì mỗi nước trong số năm thành viên thường trực của Hội đồng bảo an đều có quyền phủ quyết, và bởi vì họ thường bất đồng với nhau, đã rất nhiều lần không có bất kỳ một hành động nào được thông qua. Thông thường, nhưng không phải là luôn luôn, sự chia rẽ này xuất hiện giữa Hoa Kỳ ở một phía và Trung Quốc, Nga hay cả hai ở phía kia. Một số lần Hội đồng bảo an đồng thuận với nhau nhưng lại thiếu sự quyết tâm hay phương tiện để thực thi các nghị quyết của họ. Một ví dụ gần đây là Cuộc khủng hoảng Israel-Liban 2006, không hành động nào được thực hiện theo Nghị quyết 1559 và Nghị quyết 1701 để giải giáp các lực lượng du kích phi chính phủ như Hezbollah. Những lời chỉ trích đặt nghi vấn về hiệu năng và sự thích hợp của Hội đồng bảo an bởi vì khi vi phạm vào một nghị quyết do Hội đồng này đưa ra, thường cũng không xảy ra hậu quả nào cả. (Xem Cải cách Hội đồng Bảo an Liên Hợp Quốc.) Một số ý kiến tin rằng quyền phủ quyết của các thành viên trong Hội đồng Bảo an là mối đe dọa đối với nhân quyền, Tổ chức Ân xá Quốc tế đã từng tuyên bố rằng năm thành viên thường trực của Hội đồng Bảo an có thể sử dụng quyền phủ quyết của họ để "thúc đẩy lợi ích chính trị hoặc lợi ích địa chính trị của họ đặt lên việc bảo vệ thường dân". Nhà báo Kourosh Ziabari thì tuyên bố rằng quyền phủ quyết của Hội đồng Bảo an là "một đặc quyền phân biệt đối xử được dành riêng cho năm quốc gia lớn để áp đặt lên 200 quốc gia còn lại theo ý muốn của họ".

### Giám sát nhân quyền
Các quốc gia như Sudan và Libya, với những nhà lãnh đạo rõ ràng có bảng thành tích nhân quyền kém cỏi vẫn (theo quan điểm của Mỹ và một số nước) được là thành viên của Ủy ban Liên Hợp Quốc về Nhân quyền (HRC) cũ, và việc Libya được bầu làm chủ tịch của Ủy ban này, đã từng là một vấn đề bàn cãi. Những nước đó cho rằng, các quốc gia phương Tây, mà họ cho là có thái độ thù địch thực dân và tàn bạo, không có quyền đặt vấn đề về tư cách thành viên của họ trong Ủy ban này.
Vào ngày 15 tháng 3 năm 2006, Đại Hội đồng đã thông qua nghị quyết thành lập một hội đồng mới là Hội đồng Nhân quyền Liên Hợp Quốc để thay thế Ủy ban trên. Cơ quan này có các quy định chặt chẽ hơn về quy chế thành viên gìn giữ hòa bình gồm cả một bản thành tích chung về nhân quyền và tăng số lượng phiếu cần bầu cần thiết để một quốc gia có đủ tư cách tham gia, từ hình mẫu bầu theo danh sách vùng với Hội đồng kinh tế xã hội 53 thành viên chuyển sang tất cả một nửa trong số 192 thành viên của Đại hội đồng.
Ngày 9 tháng 5 năm 2006, 47 thành viên mới được bầu vào hội đồng. Trong khi một số nước như Cuba, Pakistan, Nga, Ả Rập Xê Út và Azerbaijan được bầu, thì một số nước khác không có mặt trong Hội đồng mới như:
- Các nước không được tham gia: Syria, Bắc Triều Tiên, Belarus và Myanmar
- Các quốc gia từng là thành viên của Ủy ban: Zimbabwe, Sudan, Nepal và Libya
- Các quốc gia muốn tham gia nhưng không nhận đủ số phiếu: Iran, Venezuela, Thái Lan, Iraq và Kyrgyzstan

Vì những thay đổi trong cơ chế thành viên giữa Ủy ban và Hội đồng, số lượng quốc gia bị Hội đồng Tự do coi là "Không tự do" chiếm hơn một nửa. Vào tháng 9 năm 2015, Faisal bin Hassan Trad của Ả Rập Saudi đã được bầu làm Chủ tịch Hội đồng Nhân quyền của LHQ, một động thái bị chỉ trích bởi các nhóm hoạt động nhân quyền .

### Thiếu hiệu năng do tính quan liêu
Liên Hợp Quốc đã bị cáo buộc thiếu tính hiệu năng và lãng phí vì cơ cấu cồng kềnh và quan liêu quá mức của nó. Trong thập niên 1990, Hoa Kỳ, nước hiện đóng góp nhiều nhất cho ngân sách tổ chức này, đã coi sự thiếu hiệu quả là một nguyên nhân khiến họ trì hoãn các khoản đóng góp. Việc chi trả những khoản thiếu này chỉ được thực hiện với điều kiện về sáng kiến cho một cuộc cải cách lớn. Năm 1994, Văn phòng Dịch vụ Giám sát Nội bộ (OIOS) được thành lập theo quyết định của Đại hội đồng nhằm đóng vai trò giám sát tính hiệu năng của tổ chức. Một chương trình cải cách đã được đề xuất, nhưng vẫn chưa được Đại hội đồng thông qua.

### Sự phân biệt đối xử chống Israel
Liên Hợp Quốc cũng đã bị cáo buộc thực hiện tiếp cận một chiều đối với các vấn đề Trung Đông và cuộc xung đột Israel–Palestine. Những lời cáo buộc cho rằng Israel đã bị phân biệt đối xử trong tổ chức quốc tế này với cách đối xử chỉ trích một chiều độc nhất từ trước tới nay. Không giống như tất cả các nhóm người tị nạn khác, người Palestine có cơ quan riêng của họ bên trong Liên Hợp Quốc (Cơ quan Cứu trợ và Việc làm Liên Hợp Quốc cho người tị nạn Palestine) tách biệt với Văn phòng Cao ủy Liên Hợp Quốc về Người tị nạn, vốn chịu trách nhiệm về tất cả các vấn đề người tị nạn trên thế giới.
Cho tới tận năm 2000, Israel không có tư cách thành viên bên trong bất kỳ một nhóm cấp vùng nào của Liên Hợp Quốc. Trên thực tế, điều này có nghĩa là Israel bị cấm hoạt động trong các cơ quan Liên Hợp Quốc như Hội đồng Bảo an. Việc cho phép Israel tham gia đầy đủ hơn bên trong Liên Hợp Quốc với tư cách là một quốc gia thành viên Tây Âu và các nhóm cấp vùng khác gần đây chỉ mang tính tạm thời và bắt buộc phải được gia hạn định kỳ. Israel chỉ được phép tham gia vào các hoạt động tại Thành phố New York của Liên Hợp Quốc và bị loại trừ khỏi các văn phòng Liên Hợp Quốc tại Geneva, Nairobi, Roma và Wien là những văn phòng quản lý các vấn đề như nhân quyền và kiểm soát vũ khí. Việc chỉ trích Israel đã trở thành một công việc thường ngày đối với nhiều cơ quan Liên Hợp Quốc như Hội đồng Nhân quyền. Mặc dù gia nhập LHQ từ năm 1949, nhưng Israel chưa bao giờ được bầu vào ghế ủy ban không thường trực của Hội đồng Bảo an trong suốt hơn 70 năm qua, ngược lại các quốc gia Ả Rập thù địch với họ lại rất nhiều lần được bầu làm ủy ban không thường trực của cơ quan này.

### Bất lực trước vấn đề diệt chủng và nhân quyền
Liên Hợp Quốc cũng bị cáo buộc đã cố tình làm ngơ trước hoàn cảnh khó khăn của nhiều người trên khắp thế giới, đặc biệt tại nhiều vùng ở châu Á, Trung Đông và châu Phi. Những ví dụ hiện tại gồm việc Liên Hợp Quốc không hành động gì trước Chính phủ Sudan tại Darfur, việc thanh lọc sắc tộc của Chính phủ Trung Quốc tại Tây Tạng và Israel tại các vùng lãnh thổ Palestine. Một trường hợp tương tự xảy ra tại Srebrenica khi quân đội Serbia đã phạm tội diệt chủng chống lại những người Hồi giáo Bosnia trong vụ thảm sát hàng loạt lớn nhất trên lục địa châu Âu kể từ Thế chiến II. Srebrenica đã được LHQ tuyên bố là "khu vực an toàn" và thậm chí được bảo vệ bởi 400 chiến binh thuộc lực lượng gìn giữ hòa bình LHQ, nhưng lực lượng này đã không có bất cứ động thái gì để ngăn chặn vụ thảm sát diễn ra. Tại kỳ họp thứ 68 của Đại Hội đồng Liên Hợp Quốc, Thủ tướng New Zealand John Key đã chỉ trích gay gắt sự bất lực của LHQ đối với vấn đề Syria, hai năm sau khi Nội chiến Syria bùng nổ khiến hàng trăm ngàn dân thường thiệt mạng .

### Bê bối trong chương trình đổi dầu lấy lương thực
Chương trình đổi dầu lấy lương thực được Liên Hợp Quốc đưa ra năm 1995. Mục tiêu của nó là cho phép Iraq bán dầu ra thị trường thế giới để đổi lấy lương thực, thuốc men, và các đồ nhu yếu phẩm khác cho người dân Iraq bị ảnh hưởng bởi lệnh cấm vận kinh tế quốc tế, mà không cho phép Chính phủ Iraq tái xây dựng lại lực lượng quân đội của mình sau cuộc Chiến tranh Vùng Vịnh lần thứ nhất. Chương trình đã bị ngắt quãng vào cuối năm 2003 trước những lời cáo buộc ngày càng lan rộng về sự lạm dụng và tham nhũng. Cựu giám đốc, Benon Sevan người Síp, là người đầu tiên bị đình chỉ chức vụ và sau đó phải từ chức khỏi Liên Hợp Quốc, khi một bản báo cáo tạm thời Lưu trữ ngày 17 tháng 9 năm 2005 tại Wayback Machine của ban điều tra do Liên Hợp Quốc hỗ trợ dưới sự lãnh đạo của Paul Volcker kết luận rằng Sevan đã nhận đút lót từ phía chính quyền Iraq và đề xuất việc bãi bỏ quyền bất khả xâm phạm thuộc Liên Hợp Quốc của ông ta nhằm mở đường cho một cuộc điều tra tội phạm.
Dưới sự bảo hộ của Liên Hợp Quốc, số lượng dầu mỏ trị giá hơn 65 tỷ đôla của Iraq đã được bán ra thị trường thế giới. Về mặt chính thức, khoảng 46 tỷ đã được chi cho các mục đích nhân đạo. Số còn lại được dành trả cho những khoản bồi thường cho cuộc Chiến tranh Vùng Vịnh thông qua một Quỹ Chi trả, số tiền quản lý và hoạt động của Liên Hợp Quốc cho chương trình này chiếm 2,2%, và chương trình thanh sát vũ khí chiếm 0,8%.
Con trai của Kofi Annan là Kojo Annan cũng dính líu tới vụ này, với lời buộc tội đã kiếm được một cách bất hợp pháp nhiều hợp đồng trong chương trình đổi dầu lấy lương thực của Liên Hợp Quốc cho công ty Cotecna Thụy Sĩ. Ngoại trưởng Ấn Độ, Natwar Singh, đã phải từ chức vì vai trò của ông trong vụ này.
Chính phủ Úc đã lập ra Cole Inquiry vào tháng 11 năm 2005 nhằm điều tra xem liệu Ủy ban Bột mì Úc (Australian Wheat Board – AWB) có vi phạm điều luật nào khi thực hiện những hợp đồng của họ với Iraq trong Chương trình đổi dầu lấy lương thực. AWB đã trả chính quyền của Saddam Hussein khoảng 300 triệu đôla, thông qua một công ty bình phong là Alia, để có được những hợp đồng cung cấp bột mì cho Iraq. Thủ tướng Úc (John Howard), Phó thủ tướng (Mark Vaile) và Bộ trưởng ngoại giao (Alexander Downer) bác bỏ việc họ có biết về việc đó khi bị gọi ra điều trần trước ủy ban. Đã có thông tin cho rằng dù chính phủ Úc không điều hành AWB một cách đủ hiệu quả để ngăn chặn sự việc đó, Liên Hợp Quốc đúng ra phải tích cực hơn trong việc yêu cầu chính phủ nước này tiến hành điều tra. Cole Inquiry dự định sẽ báo cáo vào ngày 24 tháng 11 năm 2006.

### Những cáo buộc về lính gìn giữ hòa bình Liên Hợp Quốc
Tháng 12 năm 2004, trong chiến dịch gìn giữ hòa bình của Liên Hợp Quốc tại Congo, ít nhất 68 vụ bị cho là cưỡng hiếp, mại dâm và hơn 150 cáo buộc khác đã bị các nhà điều tra Liên Hợp Quốc phát giác, tất cả đều có liên quan tới binh lính gìn giữ hòa bình, đặc biệt là các binh lính từ Pakistan, Uruguay, Maroc, Tunisia, Nam Phi và Nepal. Những binh lính gìn giữ hòa bình từ 3 trong số các quốc gia này cũng bị cáo buộc cố tình cản trở quá trình điều tra. Tương tự, một chuyên gia hậu cần Liên Hợp Quốc người Pháp tại Congo cũng bị cáo buộc hãm hiếp và khiêu dâm trẻ em trong cùng tháng.
BBC đã thông báo rằng các cô gái trẻ đã bị binh lính gìn giữ hòa bình Liên Hợp Quốc lạm dụng và hãm hiếp tại Port-au-Prince. Những lời cáo buộc tương tự cũng đã được nêu ra tại Liberia  và Sudan.

## Chính sách nhân sự
Liên Hợp Quốc và các cơ quan của mình được hưởng quy chế miễn trừ đối với pháp luật tại các quốc gia nơi họ hoạt động, gìn giữ không thiên vị với sự tôn trọng nước chủ nhà, và quốc gia thành viên. Việc thuê mướn và sa thải, giờ làm việc và môi trường làm việc, thời gian nghỉ, hưu trí, bảo hiểm y tế, bảo hiểm tuổi thọ, lương bổng, tiền trợ cấp xa gia đình và các điều kiện sử dụng lao động chung thực hiện theo các quy định của Liên Hợp Quốc. Sự độc lập này cơ phép các cơ quan thực hiện các chính sách nguồn nhân lực thậm chí trái ngược với luật lệ của nước chủ nhà hay quốc gia thành viên. Ví dụ, một người không đủ tư cách làm việc tại Thụy Sĩ, nơi Tổ chức Lao động Thế giới (ILO) đóng trụ sở, không thể được làm việc cho ILO trừ khi anh/cô ta là người của quốc gia thành viên ILO.

### Người hút thuốc
Tổ chức Y tế Thế giới, một cơ quan của Liên Hợp Quốc, đã cấm tuyển những người hút thuốc từ ngày 1 tháng 12 năm 2005, nhằm khuyến khích một môi trường làm việc không thuốc lá. Cũng có một lệnh cấm hút thuốc bên trong trụ sở Liên Hợp Quốc, nhưng một số quốc gia thành viên cho phép hút thuốc bên trong đại sứ quán của mình tại Liên Hợp Quốc. Hơn nữa, những người sử dụng ma túy không được phép làm việc cho Liên Hợp Quốc.

### Hôn nhân đồng giới
Dù có sự độc lập trong những vấn đề chính sách nguồn nhân lực, các cơ quan Liên Hợp Quốc tự nguyện áp dụng các điều luật của các quốc gia thành viên về vấn đề hôn nhân đồng giới, cho phép các quyết định về tình trạng sử dụng nhân công có hôn nhân đồng giới được đưa ra dựa theo từng quốc gia. Họ công nhận các cuộc hôn nhân đồng giới chỉ khi người đó là công dân của các quốc gia công nhận sự hôn nhân đó. Một số cơ quan cung cấp khoản trợ cấp hạn chế cho những vợ/chồng người địa phương của nhân viên của mình. 

## Liên Hợp Quốc trong văn hóa đại chúng
Một hoạt động giáo dục được gọi là Mô hình Liên Hợp Quốc đã trở nên quen thuộc trong các trường học trên khắp thế giới. Mô hình Liên Hợp Quốc có các sinh viên đóng vai (thông thường) một cơ cấu trong Hệ thống Liên Hợp Quốc để giúp họ phát triển khả năng trong tranh luận và trong ngoại giao. Những cuộc hội thảo được cả các trường đại học và cao đẳng tổ chức. Các ủy ban thường được đưa ra làm mô hình gồm các Ủy ban Đại hội đồng, các ủy ban ECOFIN, Hội đồng Bảo an và một số lớn các ủy ban chuyên trách như một Hội đồng Lịch sử An Ninh hay Nhóm Quản lý Cấp cao. Các sinh viên tranh luận về các chủ đề Liên Hợp Quốc đang tham gia tháo gỡ và tìm cách thể hiện quan điểm của quốc gia mình nhằm tiến tới một giải pháp chung.
Nhận thức Liên Hợp Quốc với tư cách một tổ chức lớn, bao hàm chính phủ các nước trên thế giới khiến nhiều ý tưởng về chính phủ thế giới và dân chủ toàn cầu ngày càng xuất hiện nhiều. Liên Hợp Quốc cũng là mục tiêu của các học thuyết âm mưu.